# 전희철 (농구인)
전희철(全喜哲, 1973년 6월 26일~)은 대한민국의 농구 선수 출신 지도자이다. 2021년 5월부터 서울SK나이츠의 감독을 맡고있다.

## 학력
- 서울대방국민학교 졸업
- 서울 삼선중학교 졸업
- 경복고등학교 졸업
- 고려대학교 신문방송학과 학사 졸업

## 광고
- 삼성물산 브이네스
- TG삼보컴퓨터
- 성우종합상운 바이킹
- 서광모드 행텐